# Acontia berioi
Acontia berioi is een vlinder van de familie van de uilen (Noctuidae). De wetenschappelijke naam van deze soort is voor het eerst voorgesteld door Hermann Hacker, Albert Legrain en Michael Fibiger in een publicatie uit 2008.
De soort komt voor in Somalië.